# Сардина
Сардина (Sardina pilchardus), също сардела, е вид селдова морска риба. Достига дължина до 26 cm. Разпространена е в Атлантическия океан и Средиземно море, в малки количества и в Черно море. Храни се с планктон. Среща се в Тихия океан, където достига до 25 cm дължина. Улавяната от нашите риболовци е обикновено 17 – 18 cm и достига на тегло 25 до 50 г. Има вкусно месо и се използва в прясно състояние, за осоляване и за консервиране. Полова зрелост достига на 3-годишна възраст и от декември до май женската изхвърля около 50 хиляди хайверени зрънца. В нея са установени ценни незаменими аминокиселини, като аспарагинова и глутаминова, лизин, левцин, валин, метионин, треонин, а така също фолиева киселина, биотин и витамин Е. 